# Littlefork
Littlefork – miasto w Stanach Zjednoczonych, w stanie Minnesota, w hrabstwie Koochiching.